# Termitophilus spadix
Termitophilus spadix är en skalbaggsart som beskrevs av Britton 1957. Termitophilus spadix ingår i släktet Termitophilus och familjen Melolonthidae. Inga underarter finns listade i Catalogue of Life.